# دمدل
دمدل هي قرية في مقاطعة خلخال، إيران. عدد سكان هذه القرية هو 187 في سنة 2006.